# Okręg wyborczy nr 2 do Senatu Rzeczypospolitej Polskiej
Okręg wyborczy nr 2 do Senatu Rzeczypospolitej Polskiej obejmuje obszar powiatów jaworskiego, kamiennogórskiego, karkonoskiego i złotoryjskiego oraz miasta na prawach powiatu Jeleniej Góry (województwo dolnośląskie). Wybierany jest w nim 1 senator na zasadzie większości względnej.
Utworzony został w 2011 na podstawie Kodeksu wyborczego. Po raz pierwszy zorganizowano w nim wybory 9 października 2011. Wcześniej obszar okręgu nr 2 należał do okręgu nr 1.
Siedzibą okręgowej komisji wyborczej jest Legnica.

## Reprezentanci okręgu
| Rok  | Rok  | Senator        | Komitet wyborczy                           |
| ---- | ---- | -------------- | ------------------------------------------ |
|      | 2011 | Józef Pinior   | Platforma Obywatelska RP                   |
|      | 2015 | Krzysztof Mróz | Prawo i Sprawiedliwość                     |
| 2019 |      | Krzysztof Mróz | Prawo i Sprawiedliwość                     |
|      | 2023 | Marcin Zawiła  | KKW Koalicja Obywatelska PO .N iPL Zieloni |

## Wyniki wyborów
Symbolem „●” oznaczono senatora ubiegającego się o reelekcję.

### Wybory parlamentarne 2011
| Kandydat                                                                                     | Kandydat            | Komitet wyborczy             | Głosów | Głosów | Głosów |
| Kandydat                                                                                     | Kandydat            | Komitet wyborczy             | Liczba | %      | +/–    |
| -------------------------------------------------------------------------------------------- | ------------------- | ---------------------------- | ------ | ------ | ------ |
|                                                                                              | Józef Pinior        | Platforma Obywatelska RP     | 40 703 | 41,01  | –      |
|                                                                                              | Tadeusz Lewandowski | Prawo i Sprawiedliwość       | 21 966 | 22,13  | –      |
|                                                                                              | Wojciech Chadży     | Sojusz Lewicy Demokratycznej | 19 799 | 19,95  | –      |
|                                                                                              | Zbigniew Skowron    | Polskie Stronnictwo Ludowe   | 9896   | 9,97   | –      |
|                                                                                              | Sylwester Baćko     | KWW Baćko do Senatu          | 6877   | 6,93   | –      |
| Frekwencja: 44,87% Liczba głosów ważnych: 99 241 (92,63%) Źródło: Państwowa Komisja Wyborcza |                     |                              |        |        |        |

### Wybory parlamentarne 2015
| Kandydat                                                                                      | Kandydat            | Komitet wyborczy                             | Głosów | Głosów | Głosów |
| Kandydat                                                                                      | Kandydat            | Komitet wyborczy                             | Liczba | %      | +/–    |
| --------------------------------------------------------------------------------------------- | ------------------- | -------------------------------------------- | ------ | ------ | ------ |
|                                                                                               | Krzysztof Mróz      | Prawo i Sprawiedliwość                       | 31 790 | 31,08  | +8,95  |
|                                                                                               | Hubert Papaj        | Platforma Obywatelska RP                     | 26 009 | 25,43  | –15,58 |
|                                                                                               | Jerzy Pokój         | KWW Jerzy Pokój                              | 16 828 | 16,45  | –      |
|                                                                                               | Andrzej Dobrowolski | KKW Zjednoczona Lewica SLD+TR+PPS+UP+Zieloni | 14 256 | 13,94  | –6,01  |
|                                                                                               | Zbigniew Skowron    | Polskie Stronnictwo Ludowe                   | 7323   | 7,16   | –2,81  |
|                                                                                               | Kazimierz Klimek    | KWW Obywatele do Parlamentu                  | 6063   | 5,93   | –      |
| Frekwencja: 45,60% Liczba głosów ważnych: 102 269 (96,29%) Źródło: Państwowa Komisja Wyborcza |                     |                                              |        |        |        |

### Wybory parlamentarne 2019
| Kandydat                                                                                      | Kandydat         | Komitet wyborczy                           | Głosów | Głosów | Głosów |
| Kandydat                                                                                      | Kandydat         | Komitet wyborczy                           | Liczba | %      | +/–    |
| --------------------------------------------------------------------------------------------- | ---------------- | ------------------------------------------ | ------ | ------ | ------ |
|                                                                                               | Krzysztof Mróz ● | Prawo i Sprawiedliwość                     | 49 938 | 39,68  | +8,60  |
|                                                                                               | Jerzy Pokój      | KKW Koalicja Obywatelska PO .N iPL Zieloni | 48 770 | 38,75  | –      |
|                                                                                               | Kazimierz Klimek | Polska Lewica                              | 27 158 | 21,58  | –      |
| Frekwencja: 57,93% Liczba głosów ważnych: 125 866 (97,52%) Źródło: Państwowa Komisja Wyborcza |                  |                                            |        |        |        |

### Wybory parlamentarne 2023
| Kandydat                                                                                      | Kandydat         | Komitet wyborczy                           | Głosów | Głosów | Głosów |
| Kandydat                                                                                      | Kandydat         | Komitet wyborczy                           | Liczba | %      | +/–    |
| --------------------------------------------------------------------------------------------- | ---------------- | ------------------------------------------ | ------ | ------ | ------ |
|                                                                                               | Marcin Zawiła    | KKW Koalicja Obywatelska PO .N iPL Zieloni | 61 199 | 42,03  | +3,28  |
|                                                                                               | Krzysztof Mróz ● | Prawo i Sprawiedliwość                     | 44 522 | 30,57  | –9,11  |
|                                                                                               | Damian Misztela  | KWW Nasza Lewica                           | 12 193 | 8,37   | –      |
|                                                                                               | Marek Obrębalski | Bezpartyjni Samorządowcy                   | 11 464 | 7,87   | –      |
|                                                                                               | Robert Pawelczyk | Polska 2050                                | 9170   | 6,30   | –      |
|                                                                                               | Patryk Straus    | Nowa Demokracja – Tak                      | 7071   | 4,86   | –      |
| Frekwencja: 70,97% Liczba głosów ważnych: 145 619 (98,10%) Źródło: Państwowa Komisja Wyborcza |                  |                                            |        |        |        |